# Slanke zaagstaartkathaai
De slanke zaagstaartkathaai (Galeus gracilis) is een vissensoort uit de familie van de Pentanchidae. De wetenschappelijke naam van de soort is voor het eerst geldig gepubliceerd in 1993 door Compagno & Stevens.